# Pniewno
Pniewno (ukr. Пнівне) – wieś na Ukrainie w rejonie koszyrskim obwodu wołyńskiego.
Wieś była siedzibą gminy Pniewno w latach 1929–1939 w woj. poleskim II Rzeczypospolitej.